# 廣東省銀行

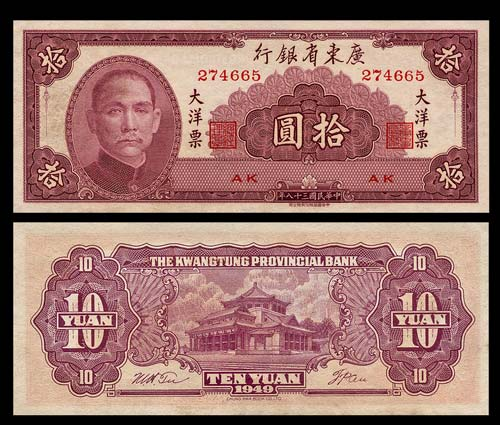
廣東省銀行發行的鈔票。

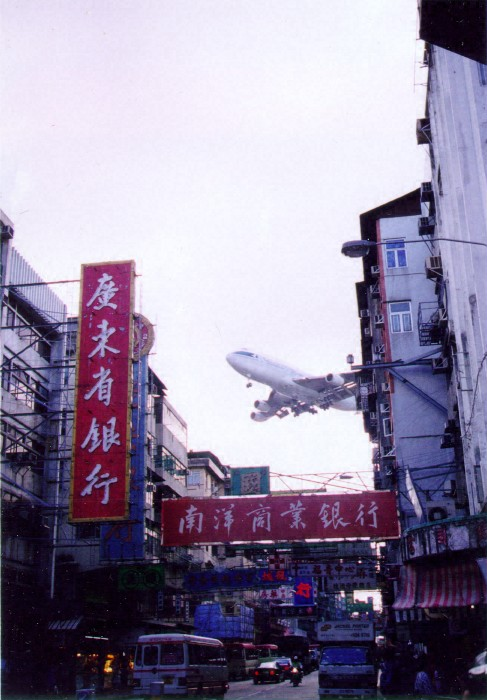
香港啟德機場附近的廣東省銀行分行。

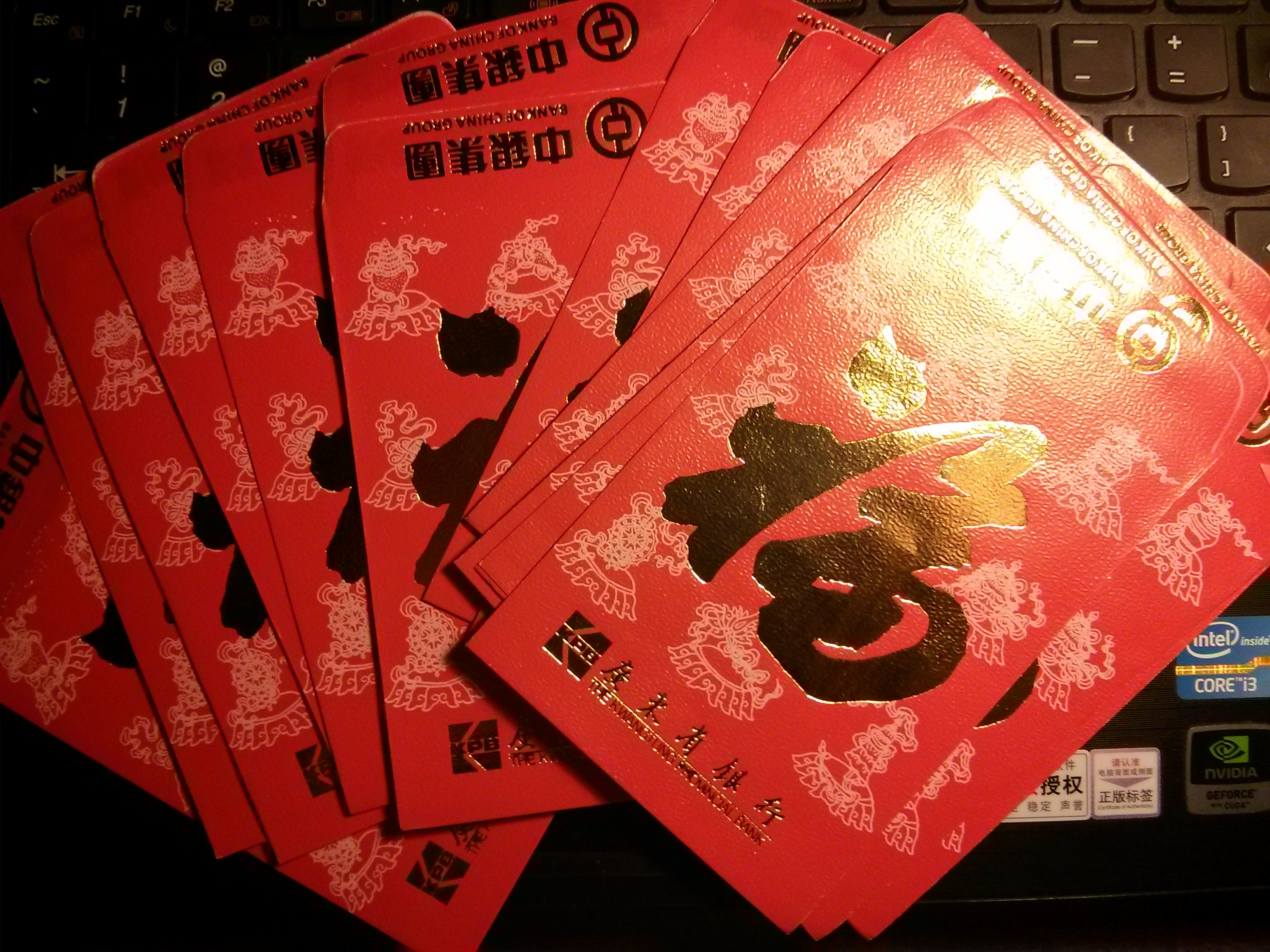
香港中銀集團屬下的廣東省銀行發行的利是封。

廣東省銀行（The Kwangtung Provincial Bank），原稱中央銀行，是位于广东省的一家省立银行。

## 历史

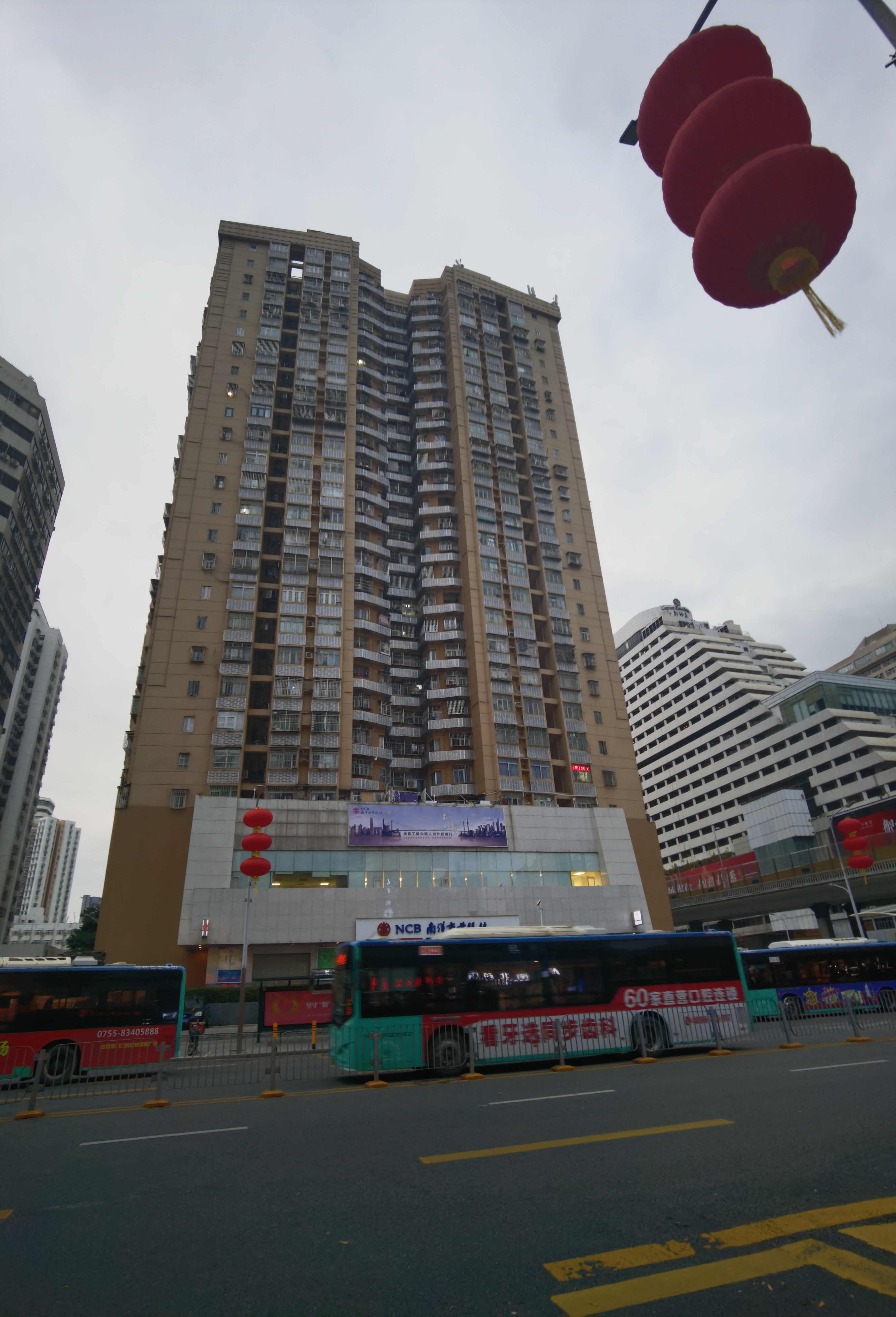
深圳广东省银行大厦，原为广东省银行深圳分行，现为南洋商业银行罗湖支行

中華民国成立后，广东省官银钱局名义上被北洋政府取缔，但实际上仍运作至1917年5月，旧桂系岑春煊、陆荣廷控制的广东省政府改组官银钱局，设立广东地方实业银行。额定股本300万元，官商各半；设监督1人，由省长委任财政厅长担任，董事10人，一半由省长委任一半由商股推选，行长、副行长则由监督呈请省长指派；该行对本省官厅有供款义务，并有经理地方公款的权利。由于省政府及各部门任意挪用公款，使该行周转困难，进而产生信用危机，广东地方实业银行于1920年倒闭。
广东省银行，成立于民国9年（1920年）8月5日，属官商合办性质，实际上由旧桂系控制的广东省政府掌控。1920年8月11日，旧桂系出动部队进攻潮汕粤军，然双方接战，粤军则接连攻取蕉岭、大埔、河源、海陆丰各县，桂军节节败退。史称“第一次粤桂战争”。战斗到1920年10月，形势对旧桂系越发不利。1920年10月22日，粤军攻占东江地区重镇惠州。旧桂系兵败，10月29日退出广州，返回广西，广东省银行也随即停办，谭海秋离职。由于经营时间只有月餘，发行出去的“海秋券”只有区区15 000元。
广东省财政厅厅长程天斗，为解决财政困难，向军政府建议筹组广东省银行，获孙中山、廖仲恺接纳，广东省政府决定将广东省银行收归官办，退还商股300万元，改名为省立广东省银行，民国9年（1920年）12月5日成立省立广东省银行，12月15日开门营业。程天斗在任行长期间，曾发行与广东毫银等价使用的钞票称为省票，民间称之为“天斗纸”。省立广东省银行发行的纸币，用的是原旧桂系广东省银行库存新币，由行长程天斗、出纳主任容显麟签印画押，并在票面“广东省银行兑换券”之上加盖“省立”红色两字，又在票面右侧加盖青莲印色“广东银行纸币”字样的骑缝图章，以资区别。钞票面额有100元、50元、10元、5元 、1元、5毫和2毫7种。1元以上面额纸币于省立广东省银行成立后发行在市面流通，5毫、2毫纸币于民国11年5月1日开始发行。1921年陆荣廷部署五路进攻广东省，承诺“先入粤者，即为粤督”，史称“第二次粤桂战争”，发行加盖“两广通用”流通券。1922年6月陈炯明叛变孙中山，炮轰观音山总统府，同时包围财政厅。发行额为300万元，后因政变迭起，军政费用浩大，导致发行额与日俱增，1923年达5100万元之巨，随之而来币值剧跌，挤兑之事时有发生。1923年，叶恭绰出任广东省财政厅长，应商民维持纸币之请求，于9月17日设立省行整理纸币委员会，并公布整理省行纸币办法总纲，但未实施，后又发行广东省有息流通券、造币余利凭券、广东整理纸币定期有息证券，但认购者寥寥无几，省立广东省银行纸币跌至一成餘。1924年，当局又设法整理，要求商民持票到指定地点加盖“维持省币联合会，民国十三年八月开始印验”印戳，规定纸币一经盖章其面额50%归还持有者，余下50%暂时存放维持省币联合会，但此法很快停止，流通在外的3000餘万纸币最终无法兑现，成为废纸，商民损失惨重，省立广东省银行再也无法维持下去，只得关门停业，退出历史舞台。
民國13年（1924年）8月，广州国民政府成立“中央银行”，孙中山亲自拟订中央银行章程，规定该行为官办，资本1000万元，有发行纸币、代理国库、代募公债等特权，章程全文共16条。孙中山委派胡汉民、邓泽如、廖仲恺、孙科、叶恭绰、宋子文、林云陔等人为该行董事，宋子文为行长，黄隆生、林丽如为副行长。1924年8月15日，中央银行正式开幕，随即发行一元、五元、十元毫洋钞票，经省署训令所属各机关推行。为了统一广州币制。孫中山在開幕儀式上發表演說。行址设于广州市南堤（今中国人民银行广州市分行）。廣東中央銀行是中華民國第一間以中央銀行為名，在中國金融歷史上有一重要的角色。。加强中央银行所发行的纸币的地位，广东省政府还应黄兴之请，于1925年2月发布“取缔外币条例草案”，规定“所有市面直接交易，概以国币为限，不得行用外币”。1926年12月21日随北伐军设立汉口分行。後由於各軍閥間混戰，宁汉分裂，武汉国民政府在1927年4月至6日通过中央银行汉口分行发行纸币3,000万元，1927年8月财政部迁往南京，11月12日汉口分行宣布停业。1927年11月，发生广州张黄事变，广州中央银行停止现兑一年至1928年底。引起广州挤兑风潮，中央银行因此受到严重打击，信用开始下降。
1928年11月1日，南京国民政府设立的中央银行在上海开业。1920年代尾開始，港幣重新取得在廣東金融市場的壟斷地位。
至民國18年（1929）3月，中央政治会议兩廣政治分會令飭广州的中央銀行改名為廣東中央銀行，以區別南京中央銀行，並在香港開設分行。
1931年9月，廣東中央銀行改組為廣東省銀行。總行位於廣州市長堤西濠口，該處同時是廣東省省庫（Treasury of The Kwangtung Provincial Government）的所在地。省府規定不再發行銀質硬幣，改以毫洋為本位發行紙鈔，即毫洋券，又叫做銀毫券。
1935年11月3日南京国民政府实施法币改革对广东金融市场影响巨大，出现“白银外流，物价飞涨，香港投机活跃，大量收购银元”的突发状况，陈济棠、林云陔、区芳浦等开紧急会议，商量对策。1935年11月6日，广东省财政厅颁布《管理货币办法》6项，主要内容有：以广东省银行的银毫券、大洋券及广州市立银行的凭票为法定货币，所有完粮纳税及一切公私款项收付概以法币为限；所有银毫或大洋由省市银行及其指定机关兑换毫券，规定1元银毫兑换1.2元毫券，1元大洋兑换1.44元毫券；法币准备金保管与发行事宜由广东省政府和人民共同组织的发行准备管理委员会办理。以抗衡中央法幣入粵流通。经广东当局多方维持，毫券币值渐趋稳定，“持银换券者日多，竟至无银元券可换”。
1949年6月6日，发行“大洋券”新版纸钞八种面值。这是国民政府在大陆发行的最后一种纸钞。
1949年中共建政後，廣東省銀行在中國大陸的分行皆被關閉。1950年1月6日，英国政府宣布承认中华人民共和国。1950年1月9日，周恩来指示在香港的国民党机构起义时机成熟，向各机构员工发出护产命令；同时，中央决定组织“政务院接收港九中国伪政府机构工作团”，冀朝鼎任团长，张铁生任副团长。
1950年1月18日，广东省银行、中国银行、交通银行、中国农民银行、福建省银行、广西省银行和中央信托局、邮政储金汇业局等“六行二局”及中国保险公司等在香港的官僚资本金融机构通电接受中央人民政府的领导。1950年4月1日政务院接收港九中国伪政府机构工作团改为“政务院特派接收港九国民党政府机构专员办事处”（简称专办处），派龚饮冰为专员，雷任民、张铁生为副专员。1950年6月8日，中国人民银行总行派遣项克方、闵一民、庄世平、张锡荣、孙文敏5人组成金融工作团核心小组，在专办处统一部署下，入港进行起义金融机构实际接收工作，贯彻了中央制定的原机构、原人员、原封不动地接管海外机构的精神，很快争取了各行的主管人员，经过数月艰苦细致的工作，总计接收9行局司资财约5240万港元。从此，广东省银行继续在港经营了50年。
1951年，总行（广州）改称总管理处，迁址北京。1989年董事会通过新章程，成为中国银行联营机构，并在中国银行港澳管理处领导之下。
1985年10月，广东省银行设立深圳分行，是其在1949年后再度在内地开设分行。
1993年在港分支机构23家，并拥有广东省银行信托有限公司等5家附属公司。
2001年10月1日，廣東省銀行香港分行被合并入中銀香港。